# 匍匐委陵菜
匍匐委陵菜（学名：Potentilla reptans）为蔷薇科委陵菜属的植物。分布于西伯利亚、中亚地区非洲北部、广布于欧洲至俄罗斯以及中国大陆的新疆等地，生长于海拔500米至600米的地区，一般生于田边潮湿处，目前尚未由人工引种栽培。

## 异名
- Potentilla hemsleyana Th. Wolf
- Potentilla reptans L. var. incisa Franch.
- Potentilla reptans L. var. sericophylla Franch.